# Matsumoto Tortoise
Atsushi Matsumoto (松本 敦; Matsumoto Atsushi, Hyōgo, Japón, 28 de diciembre de 1966), más conocido como Tortoise Matsumoto (トータス松本) es el cantante principal del grupo japonés de rock Ulfuls. También ha hecho trabajos como actor en algunas series y películas como Ryoma’s Wife, Her Husband and Her Lover o Family Song, siendo su debut televisivo en As Tears Goes By en el 2000.
A finales de 2017 participó en la creación de un grupo colaborativo con más artistas japoneses llamado Roots66 para crear el ending de la Segunda temporada de Osomatsu-Kun. Este mismo año colaboró con Shiina Ringo para la canción Menukidori, la cual fue creada para la promoción de la apertura de un nuevo centro comercial de lujo (GINZA SIX) y que posteriormente interpretaron en el festival de fin de año NHK Kouhaku Uta Gansen 2017 dentro del grupo rojo.

## Discografía
Tortoise es un artista musicalmente activo, profesionalmente hablando, desde 1988 probando varios estilos similares a los del rock o el country.
| Título                              | Lanzamiento           |
| ----------------------------------- | --------------------- |
| Ohayo JAPAN (con RYO the SKYWALKER) | 18 de abril de 2007   |
| Namida o todokete                   | 4 de junio de 2008    |
| Boku ga Tsuiteru                    | 1 de junio de 2008    |
| Myōjyō                              | 3 de junio de 2009    |
| Sutoreito / Poochiraito             | 10 de febrero de 2010 |
| Attoiumah!                          | 13 de julio de 2011   |
| Buranko                             | 7 de marzo de 2012    |
| STARS (con Superfly)                | 25 de julio de 2012   |
| Menukidori (con Shiina Ringo)       | 20 de abril de 2017   |

| Título                  | Lanzamiento             |
| ----------------------- | ----------------------- |
| TRAVELLER               | 19 de febrero de 2003   |
| FIRST                   | 15 de julio de 2009     |
| My Way Highway          | 8 de septiembre de 2010 |
| A Kapera!!!             | 28 de mayo de 2011      |
| TWISTIN’ THE NIGHT AWAY | 8 de febrero de 2012    |
| NEW FACE                | 22 de agosto de 2012    |

## Filmografía
Desde el 2000 ha hecho varias apariciones y papeles menores en varias series y películas japonesas:
| Año  | Título                                  |
| ---- | --------------------------------------- |
| 2002 | Ryoma’s Wife, Her Husband and Her Lover |
| 2003 | Get up!                                 |
| 2006 | Udon                                    |
| 2008 | Shaolin Girl                            |
| 2010 | My Way Highway                          |
| 2016 | Anniversary                             |

| Año  | Título                            |
| ---- | --------------------------------- |
| 2000 | As Tears Go By (涙をふいて)       |
| 2003 | The In-laws                       |
| 2008 | Hokaben                           |
| 2009 | MR. BRAIN                         |
| 2010 | Ryōmaden                          |
| 2012 | Family Song                       |
| 2016 | Sniffer the Investigation Officer |
| 2017 | E’cchan                           |